# Chaumard
Chaumard é uma comuna francesa na região administrativa de Borgonha-Franco-Condado, no departamento Nièvre. Estende-se por uma área de 15,87 km². Em 2010 a comuna tinha 214 habitantes (densidade: 13,5 hab./km²).